# Voile

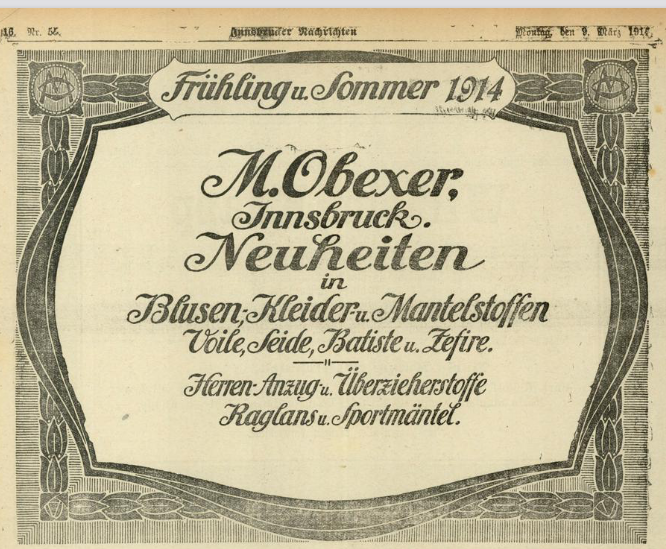
Geschäftsanzeige für Voile (1914)

Voile (französisch für Schleier) ist die Handelsbezeichnung für ein leichtes, transparentes leinwandbindiges Gewebe, mit annähernd gleicher  Fadenstärke und Fadenzahl in Kette und Schuss aus gasierten Voilezwirnen.
Man unterscheidet drei Arten von Voile:
• Vollvoile – in Kette und Schuss werden Zwirne verwendet, deren Drehung bei 800 bis 1000 T/m und deren Feinheit bei Nm 140/2 bis 170/2. Er hat ein vollkommen klares Gewebebild.
• Halbvoile – die Kette besteht aus Voilezwirn, der Schuss aus Voilegarne. Er ist etwas weicher und ungleichmäßiger als Vollvoile.
• Imitatvoile – Kette und Schuss bestehen aus Voilegarnen. Er ist ungleichmäßig, weicher als Voll- und Halbvoile.
Voile wird meist aus hochgedrehten Baumwollgarnen hergestellt, es kommen aber auch andere Fasern wie Viskose und Polyester, seltener Wolle oder Seide  zum Einsatz Mischungen zum Einsatz. Eine Alternative zum Voile ist der etwas schwerere Batist.
Voile wird für Kleider, Blusen, Dekostoffe und Gardinen verwendet.
Der Voile wurde früher auch an einen Hut genäht und dann über das Gesicht gelassen, wie ein Schleier. Heute wird er noch als Hochzeitsschleier verwendet.